# Andora
Andora (em lígure, Andeua)é uma comuna italiana da região da Ligúria, província de Savona, com cerca de 6.726 habitantes. Estende-se por uma área de 31 km², tendo uma densidade populacional de 217 hab/km². Faz fronteira com Alassio, Cervo (IM), Garlenda, Laigueglia, San Bartolomeo al Mare (IM), Stellanello, Villa Faraldi (IM), Villanova d'Albenga.

## Demografia
| Variação demográfica do município entre 1861 e 2011                               |
|                                                                                   |
| Fonte: Istituto Nazionale di Statistica (ISTAT) - Elaboração gráfica da Wikipedia |